# Kärda
Kärda är en tätort i Värnamo kommun och kyrkby i Kärda socken i Jönköpings län, belägen 7 km väster om Värnamo längs riksväg 27.
Kärda kyrka ligger i denna tätort.

## Befolkningsutveckling
| Befolkningsutvecklingen i Kärda 1960–2020                         | Befolkningsutvecklingen i Kärda 1960–2020 | Befolkningsutvecklingen i Kärda 1960–2020 | Befolkningsutvecklingen i Kärda 1960–2020 | Befolkningsutvecklingen i Kärda 1960–2020 |
| ----------------------------------------------------------------- | ----------------------------------------- | ----------------------------------------- | ----------------------------------------- | ----------------------------------------- |
|                                                                   |                                           |                                           |                                           |                                           |
| År                                                                |                                           |                                           | Folkmängd                                 | Areal (ha)                                |
| 1960                                                              | 1960                                      |                                           | 166                                       | ¤                                         |
| 1970                                                              | 1970                                      |                                           | 280                                       |                                           |
| 1975                                                              | 1975                                      |                                           | 372                                       |                                           |
| 1980                                                              | 1980                                      |                                           | 388                                       |                                           |
| 1990                                                              | 1990                                      |                                           | 257                                       | 38                                        |
| 1995                                                              | 1995                                      |                                           | 341                                       | 38                                        |
| 2000                                                              | 2000                                      |                                           | 339                                       | 38                                        |
| 2005                                                              | 2005                                      |                                           | 309                                       | 38                                        |
| 2010                                                              | 2010                                      |                                           | 320                                       | 37                                        |
| 2015                                                              | 2015                                      |                                           | 315                                       | 45                                        |
| 2020                                                              | 2020                                      |                                           | 333                                       | 45                                        |
| Anm.: Ny tätort 1970 ¤ Som tätortsbebyggelse med 150-199 invånare |                                           |                                           |                                           |                                           |

## Idrott
Kärda har numera ett division 5 lag i fotboll. Tidigare har orten haft såväl bandy- som ishockeylag. På 1950- och 1960-talen var bordtennis en mycket utövad sport i Kärda.